# Kay Nelson
Kay Nelson nata Bushard (14 settembre 1909 – Antioch, 1º settembre 2003) è stata una costumista statunitense.
Nella sua carriera durata 17 anni, dal 1944 al 1961, ha sempre lavorato per la 20th Century Fox. Il suo primo film fu Nella camera di Mabel di Allan Dwan.
Fu candidata ai Premi Oscar 1950 nella categoria migliori costumi - colore per L'adorabile intrusa di Lloyd Bacon.

## Filmografia parziale
- Nella camera di Mabel, regia di Allan Dwan (1944)
- Vittoria alata (Winged Victory), regia di George Cukor (1944)
- Nelle tenebre della metropoli (Hangover Square), regia di John Brahm (1945)
- Il cavallino d'oro (Diamond Horseshoe), regia di George Seaton (1945)
- Gli ammutinati di Sing Sing (Within These Walls), regia di H. Bruce Humberstone (1945)
- Femmina folle (Leave Her to Heaven), regia di John M. Stahl (1945)
- Grattacielo tragico (The Dark Corner), regia di Henry Hathaway (1946)
- Il bandito senza nome (Somewhere in the Night), regia di Joseph L. Mankiewicz (1946)
- Margie, regia di Henry King (1946)
- Boomerang, l'arma che vendica (Boomerang!), regia di Elia Kazan (1947)
- Splendida incertezza (The Homestretch), regia di H. Bruce Humberstone (1947)
- Il miracolo della 34ª strada (Miracle on 34th Street), regia di George Seaton (1947)
- Barriera invisibile (Gentleman's Agreement), regia di Elia Kazan (1947)
- Chiamate Nord 777 (Call Northside 777), regia di Henry Hathaway (1948)
- Governante rubacuori (Sitting Pretty), regia di Walter Lang (1948)
- Amore sotto i tetti (Apartment for Peggy), regia di George Seaton (1948)
- I quattro rivali (Road House), regia di Jean Negulesco (1948)
- Lettera a tre mogli (A Letter to Three Wives), regia di Joseph L. Mankiewicz (1949)
- L'adorabile intrusa (Mother Is a Freshman), regia di Lloyd Bacon (1949)
- Le due suore (Come to the Stable), regia di Henry Koster (1949)
- I corsari della strada (Thieves' Highway), regia di Jules Dassin (1949)
- Ti ho visto uccidere (Witness to Murder), regia di Roy Rowland (1954)
- Sabato tragico (Violent Saturday), regia di Richard Fleischer (1955)
- In punta di piedi (Tall Story), regia di Joshua Logan (1960)
- Il marchio (The Mark), regia di Guy Green (1961)